# 福岡県道460号上境中泉停車場線
福岡県道460号上境中泉停車場線（ふくおかけんどう460ごう かみざかいなかいずみていしゃじょうせん）は、福岡県直方市を通る一般県道である。

## 概要
直方市大字上境から直方市大字中泉に至る。
沿道は田園地帯が広がり、平地らしさを醸し出している。福岡県道22号田川直方線と重複する部分もあり、交通量は比較的多い部類に入る。

### 路線データ
- 起点：福岡県直方市大字上境
- 終点：福岡県直方市大字中泉（平成筑豊鉄道伊田線 中泉駅前）

## 路線状況

### 重複区間
- 福岡県道419号夏吉直方線（直方市大字上境 地内）
- 福岡県道22号田川直方線（直方市大字上境・岡森橋西交差点 - 直方市大字中泉）

### 道路施設

#### 橋梁
- 新田橋（福地川、直方市）
- 岡森橋（彦山川、直方市）

## 地理

### 通過する自治体
- 直方市

### 交差する道路
| 交差する道路                         | 交差する場所 | 交差する場所   |
| ------------------------------------ | ------------ | -------------- |
| 福岡県道419号夏吉直方線 重複区間起点 | 大字上境     |                |
| 福岡県道419号夏吉直方線 重複区間終点 | 大字上境     | 岡森橋東交差点 |
| 福岡県道22号田川直方線 重複区間起点  | 大字上境     | 岡森橋西交差点 |
| 福岡県道22号田川直方線 重複区間終点  | 大字中泉     |                |

### 沿線
- 平成筑豊鉄道伊田線 中泉駅
- 日本郵政中泉郵便局
- いんま配送センター（菓子問屋）
- 上境公民館
- 中泉工業団地